# 死体
死体（日语：／ shinitai）是日本相扑规则中的一个术语，指相扑力士处于姿势失衡、已无抵抗能力的状态。
相扑比赛中，通常当一方身体除脚掌之外其他部分着地，或身体任何部分触碰到土俵之外时即被判负。但“死体”则是此规则的一种例外情形。即使对手已先触及土俵，处于“死体”状态的一方仍会被判失利。例如，当一个力士从上方压制住对手、迫使对手倒地时，他出于保护双方避免受伤的目的在对方触及土俵前先用手撑地，便会因为护身手而被判定为胜利者。此时位于下方的对手即处于“死体”状态。
不过“死体”规则有一定主观成分，有时相关裁判可能会引发争议。例如1972年1月场所第八比赛日横纲北之富士胜昭对阵关胁贵乃花利彰时，北之富士试图利用外勾腿使贵乃花倒地，但贵乃花挺腰扛住，再使出上手投反击，最后北之富士先行用手触地。比赛立行司起初认为贵乃花的上手投更具优势，判其获胜。但此举引发争议，经重新裁判之后，贵乃花被判已处于“死体”状态，最终北之富士胜出。
“死体”一词在日本也被引申为政治术语，即“跛脚鸭”之意。